# Parafia św. Jadwigi Królowej w Inowrocławiu
Parafia św. Jadwigi Królowej w Inowrocławiu – jedna z 9 parafii w dekanacie inowrocławskim I.

## Rys historyczny
Parafia powstała w 1983 roku. Kościół został zbudowany w 2006 roku.

## Dokumenty
Księgi metrykalne:
- ochrzczonych od 1983 roku
- małżeństw od 1983 roku
- zmarłych od 1983 roku

## Zasięg parafii
Ulice na obszarze parafii: Becińskiego, Batkowska, Błażka 2 i 4, Grochowa, Jasińskiego, Niemojewskich, Połczyńskiego, Rąbińska, Warsztatowa, Wierzbińskiego nieparzyste, Żytnia, Niepodległości, Wojska Polskiego, Gen.F.Kleeberga, Krzymińskiego, Kusocińskiego, Wachowiaka, Szarych Szeregów, Kiełbasiewicza parzyste, Jaworskiej, E. Plater 3 i 4.

Miejscowości na obszarze parafii: Batkowo i Popowice.